# Carrera de daus

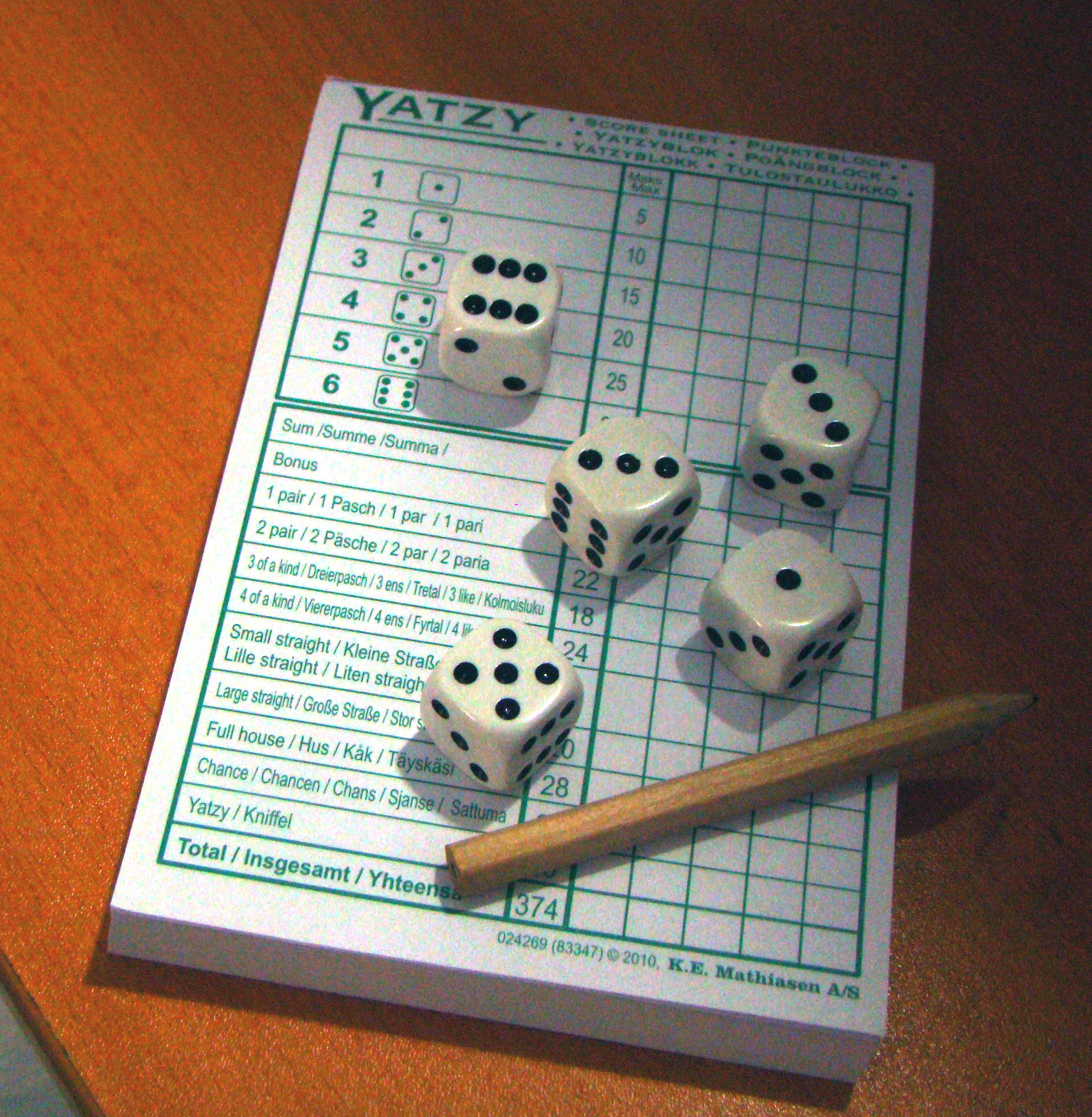
Taula de puntuació de Yatzy amb daus.

La carrera de daus és un joc de daus que consisteix a sumar punts amb determinades combinacions de cinc daus. Es combina l'atzar de les tirades amb l'estratègia de decidir a quina combinació es destina cada tirada. Hi ha una versió comercial força popular al món anglosaxó anomenada Yahtzee (basada en la versió sud-americana anomenada Generala). El joc té diverses adaptacions en línia.
Les combinacions consisteixen a comptar el nombre de daus repetits, a les del pòquer (com el full o l'escala) i a sumar el total dels punts obtinguts en una tirada. S'han d'anar apuntant els resultats en una graella, es pot jugar amb dos o més jugadors i guanya qui assoleix la puntuació final més alta després de tantes tirades com combinacions es demanen.